# Asaracus venezuelicus
Asaracus venezuelicus är en spindelart som först beskrevs av Lodovico di Caporiacco 1955.  Asaracus venezuelicus ingår i släktet Asaracus och familjen hoppspindlar. Inga underarter finns listade i Catalogue of Life.